# Mario Tagliaferri
Mario Tagliaferri (Alatri, província de Frosinone, Laci. Itàlia, 1 de juny de 1927 - París, 21 de maig de 1999) va ser un arquebisbe catòlic, nunci apostòlic a França en el moment de la seva mort.

## Biografia
Ordenat prevere el 5 d'agost de 1950, doctor en dret canònic, va entrar en els serveis diplomàtics de la Santa Seu quatre anys més tard. Exerceix diferents responsabilitats en el si de les representacions diplomàtiques de la Santa-Seu a la República Dominicana, als Estats Units, al Canadà i al Brasil.
El 5 de març de 1970, Pau VI el nomena arquebisbe titular de Formia i Nunci apostòlic a la República Centreafricana, al Congo i al Txad. Rep la consagració episcopal el 7 de maig següent de les mans del Cardenal Jean-Marie Villot, secretari d'Estat.
Després és traslladat a Cuba l'any 1975, a Perú l'any 1978, a continuació a Espanya l'any 1985. És finalment nomenat a París el 13 de juliol de 1995. Acull Joan Pau II en les seves visites a França de 1996 i 1997 per a les JMJ.
Malalt, mor a París el 21 de maig de 1999.